# Chanice Porter
Chanice Porter (Manchester, 25 maggio 1994) è una lunghista giamaicana.

## Biografia
Dopo aver debuttato a livello mondiale nel 2010, partecipando ai Mondiali juniores del Canada e vinto due medaglie l'anno seguente nell'edizione under 20 in Francia, Porter si è affiliata all'Università della Georgia per proseguire gli studi e competere con la squadra universitaria ai campionati NCAA. Ritorna alle competizioni internazionali nel 2019 partecipando ai Giochi panamericani e alla finale dei Mondiali di Doha.

## Palmarès
| Anno | Manifestazione          | Sede          | Evento         | Risultato | Prestazione | Note |
| ---- | ----------------------- | ------------- | -------------- | --------- | ----------- | ---- |
| 2009 | Giochi CARIFTA U20      | Vieux Fort    | Salto in lungo | Argento   | 6,05 m      |      |
| 2010 | Giochi CARIFTA U17      | George Town   | Salto in lungo | Oro       | 5,64 m      |      |
| 2010 | Giochi CARIFTA U17      | George Town   | Salto in alto  | Argento   | 1,74 m      |      |
| 2010 | Campionati CAC U20      | Santo Domingo | Salto in lungo | Oro       | 5,91 m      |      |
| 2010 | Mondiali juniores       | Edmonton      | Salto in lungo | 16ª (q)   | 5,56 m      |      |
| 2011 | Giochi CARIFTA U20      | Montego Bay   | Salto in lungo | Oro       | 6,12 m      |      |
| 2011 | Giochi CARIFTA U20      | Montego Bay   | Salto in alto  | 5ª        | 1,70 m      |      |
| 2011 | Mondiali allievi        | Lilla         | Salto in lungo | Oro       | 6,22 m      |      |
| 2011 | Mondiali allievi        | Lilla         | Salto in alto  | Bronzo    | 1,82 m      |      |
| 2012 | Mondiali juniores       | Barcellona    | Salto in lungo | 4ª        | 6,58 m      |      |
| 2012 | Mondiali juniores       | Barcellona    | Salto in alto  | 13ª       | 1,73 m      |      |
| 2014 | Giochi del Commonwealth | Glasgow       | Salto in lungo | dns       | dns         |      |
| 2016 | Campionati NACAC U23    | San Salvador  | Salto in lungo | 4ª        | 6,37 m      |      |
| 2019 | Giochi panamericani     | Lima          | Salto in lungo | 7ª        | 6,44 m      |      |
| 2019 | Mondiali                | Doha          | Salto in lungo | 8ª        | 6,56 m      |      |
| 2021 | Giochi olimpici         | Tokyo         | Salto in lungo | 24ª (q)   | 6,22 m      |      |
| 2022 | Mondiali                | Eugene        | Salto in lungo | 22ª (q)   | 6,29 m      |      |
| 2022 | Campionati NACAC        | Freeport      | Salto in lungo | Bronzo    | 6,43 m      |      |
| 2024 | Giochi olimpici         | Parigi        | Salto in lungo | 17ª (q)   | 6,48 m      |      |